# Jaderná elektrárna Holguín
Jaderná elektrárna Holguín (španělsky Central Nuclear Holguín) byla druhá plánovaná jaderná elektrárna na Kubě. Nacházet se měla na východe ostrova v provincii Holguín u města Holguín. Výstavba měla započít po uvedení prvního bloku jaderné elektrárny Juragua do provozu. Čtyři bloky elektrárny měly mít celkový hrubý výkon 1760 MW.

## Historie a technické informace

### Počátky
Kubánský jaderný program počítal s výstavbou až dvanácti jaderných reaktorů na území Kuby. Čtyři v jaderné elektrárně Juragua po 440 MW, čtyři v jaderné elektrárně Holguín na východě ostrova taktéž po 440 MW a další čtyři o výkonu 440 až 1000 MW západně od Havany v elektrárně Puerto Esperanza.
Elektrárna Holguín měla disponovat čtyřmi tlakovodními reaktory VVER-440/318 ze Sovětského svazu s hrubým elektrickým výkonem 440 MW. Celkový výkon elektrárny tedy měl dosáhnout hrubého výkonu 1760 MW. Dle původního harmonogramu měla výstavba elektrárny začít v roce 1989, ihned po dokončení prvního bloku jaderné elektrárny Juragua na jihu ostrova. Veškeré plánování bylo zastaveno v roce 1991 s rozpadem Sovětského svazu, kdy projekt narazil na problém s financováním. Rok poté byla zastavena i výstavba jaderné elektrárny Juragua.

## Informace o reaktorech
| Reaktor   | Typ reaktoru | Výkon  | Výkon  | Zahájení výstavby | Připojení k síti                       | Uvedení do provozu                     | Uzavření |
| Reaktor   | Typ reaktoru | Čistý  | Hrubý  | Zahájení výstavby | Připojení k síti                       | Uvedení do provozu                     | Uzavření |
| --------- | ------------ | ------ | ------ | ----------------- | -------------------------------------- | -------------------------------------- | -------- |
| Holguín-1 | VVER-440/318 | 418 MW | 440 MW | 1989              | Plánovaná výstavba zrušena v roce 1991 | Plánovaná výstavba zrušena v roce 1991 |          |
| Holguín-2 | VVER-440/318 | 418 MW | 440 MW |                   | Plánovaná výstavba zrušena v roce 1991 | Plánovaná výstavba zrušena v roce 1991 |          |
| Holguín-3 | VVER-440/318 | 418 MW | 440 MW |                   | Plánovaná výstavba zrušena v roce 1991 | Plánovaná výstavba zrušena v roce 1991 |          |
| Holguín-4 | VVER-440/318 | 418 MW | 440 MW |                   | Plánovaná výstavba zrušena v roce 1991 | Plánovaná výstavba zrušena v roce 1991 |          |